# Ligota Polska
Ligota Polska (niem. Polnisch Ellguth, od 1890 Alt Ellguth) – wieś w Polsce, położona w województwie dolnośląskim, w powiecie oleśnickim, w gminie Oleśnica.

## Podział administracyjny
| SIMC    | Nazwa       | Rodzaj     |
| ------- | ----------- | ---------- |
| 0879044 | Budy        | przysiółek |
| 0879050 | Dębowy Dwór | przysiółek |
| 0879067 | Hajdany     | przysiółek |

W latach 1954–1968 wieś należała i była siedzibą władz gromady Ligota Polska, po jej zniesieniu w gromadzie Sokołowice. W latach 1975–1998 miejscowość administracyjnie należała do województwa wrocławskiego.

## Nazwa
W historii miejscowość nosiła polską nazwę Ligota Polska oraz zgermanizowaną Polnisch Ellguth - obie notuje Słownik geograficzny Królestwa Polskiego wydany w latach 1880-1902.. W alfabetycznym spisie miejscowości na terenie Śląska wydanym w 1830 roku we Wrocławiu przez Johanna Knie wieś występuje pod niemiecką nazwą Polnisch Ellguth.
Spis geograficzno-topograficzny miejscowości leżących w Prusach z 1835 roku, którego autorem jest J.E. Muller notuje niemiecką nazwę miejscowości Ellguth (Polnisch).

## Zabytki
Do wojewódzkiego rejestru zabytków wpisany jest:
- park pałacowy, powstały po 1880 r.